# Kevin J. O'Connor
Kevin James O'Connor (n. 15 noiembrie 1963, Chicago, Illinois, SUA) este un actor de personaj american. A devenit cunoscut datorită rolurilor sale din filmele Mumia, Va curge sânge, FX - Efecte speciale II⁠(d), Stăpânul iluziilor, Van Helsing și GI Joe: Ascensiunea Cobrei. Este actorul preferat al regizorului și scenaristului Stephen Sommers, fiind de obicei prezent în distribuția filmelor sale.

## Biografie
Kevin J. O'Connor s-a născut în Chicago, Illinois, fiul lui James O'Connor, un ofițer de poliție din Chicago, și al Patriciei Connelly, profesoară. Acesta are un frate, Christopher O'Connor, profesor la o școală din Southside. În 1988, era căsătorit cu Jane Elizabeth Unrue. O'Connor a studiat în cadrul Școlii de teatru a Universității DePaul⁠(d) înainte de a debuta pe marele ecran în rolul poetului beatnik⁠(d) Michael Fitzsimmons în filmul lui Francis Ford Coppola Peggy Sue se marită⁠(d) (1986). Următorul său rol important a fost în miniseria HBO Tanner '88⁠(d). O'Connor l-a interpretat pe Ernest Hemingway în filmul Moderniștii⁠(d) din 1988, a avut un rol mic în Magnolii de otel⁠(d) (1989) și un rol principal în thrillerul erotic Culoarea nopții⁠(d) (1994) alături de Bruce Willis și Jane March.
O'Connor a lucrat cu regizorul Stephen Sommers în filmul științifico-fantastic Tentacule⁠(d). Acesta a primit roluri și în alte proiecte create de Sommers: Beni Gabor în Mumia, Igor în Van Helsing și Doctor Mindbender⁠(d) în GI Joe: Ascensiunea Cobrei. A obținut un rolul lui Henry, „fratele” petrolistului Daniel Plainview (Daniel Day-Lewis) în filmul Va curge sânge. O'Connor a apărut și în filmul Războiul lui Boomer⁠(d) (1995), ultimul film al actorului John Candy. A obținut un rol minor în filmul lui Paul Thomas Anderson The Master (2012).

## Filmografie
| An   | Titlu                                          | Rol                    | Note                |
| ---- | ---------------------------------------------- | ---------------------- | ------------------- |
| 1986 | One More Saturday Night                        | Hood                   |                     |
| 1986 | Peggy Sue Got Married                          | Michael Fitzsimmons    |                     |
| 1988 | Candy Mountain                                 | Julius                 |                     |
| 1988 | The Moderns                                    | Ernest Hemingway       |                     |
| 1988 | The Caine Mutiny Court-Martial                 | Lt. Thomas Keefer      | film de televiziune |
| 1989 | Signs of Life                                  | Eddie Johnson          |                     |
| 1989 | Steel Magnolias                                | Sammy Desoto           |                     |
| 1990 | Love at Large                                  | Art the farmhand       |                     |
| 1991 | F/X2                                           | Matt Neely             |                     |
| 1992 | Equinox                                        | Russell Franks         |                     |
| 1992 | Hero                                           | Chucky                 |                     |
| 1994 | No Escape                                      | Stephano               |                     |
| 1994 | Color of Night                                 | Casey Heinz            |                     |
| 1995 | Canadian Bacon                                 | Roy Boy                |                     |
| 1995 | Virtuosity                                     | Clyde Reilly           |                     |
| 1995 | Lord of Illusions                              | Philip Swann           |                     |
| 1996 | Hit Me                                         | Cougar                 |                     |
| 1997 | Chicago Cab                                    | Southside Guy          |                     |
| 1997 | The Love Bug                                   | Roddy Martel           | film de televiziune |
| 1997 | Amistad                                        | Missionary             |                     |
| 1998 | Gods and Monsters                              | Harry                  |                     |
| 1998 | Deep Rising                                    | Joey "Toochi" Pantucci |                     |
| 1998 | Black Cat Run                                  | Hobbs                  | film de televiziune |
| 1999 | The Mummy                                      | Beni Gabor             |                     |
| 1999 | Chill Factor                                   | Telstar                |                     |
| 1999 | If... Dog... Rabbit...                         | Jamie Cooper           |                     |
| 2004 | Van Helsing                                    | Igor                   |                     |
| 2006 | Kettle of Fish                                 | Harry                  |                     |
| 2007 | Seraphim Falls                                 | Henry                  |                     |
| 2007 | Flight of the Living Dead: Outbreak on a Plane | Frank                  |                     |
| 2007 | There Will Be Blood                            | Henry Plainview        |                     |
| 2009 | G.I. Joe: The Rise of Cobra                    | Doctor Mindbender      | Rol cameo           |
| 2012 | The Master                                     | Bill William           |                     |
| 2016 | The Cleanse                                    | Fredericks             |                     |
| 2018 | Widows                                         | Bobby Welsh            |                     |
| 2019 | Buck Run                                       | John Yoder             |                     |
| 2019 | Colewell                                       | Charles                |                     |
| 2019 | Captive State                                  | Kermode                |                     |
| 2020 | Exorcism at 60,000 Feet                        | Buzz                   |                     |
| 2020 | Wish Upon A Unicorn                            | Willie                 |                     |